# Na pełnym
Na pełnym (inny tytuł: Katowice nocą) – piosenka klubowego projektu Spiżowi Mocni, powstała i nagrana w 2013 r. (pierwotnie firmowana wykonawczo jako Żelazny & Jadzia Gardawska), a wydana na singlu 10 marca 2015 przez My Music.
Do promocji radiowej utwór trafił 16 marca 2015. Teledysk do piosenki opublikowano 23 marca 2014 w serwisie YouTube; do tej pory odtworzono go ponad 125 milionów razy. Piosenka tekstowo to zachęta do dobrej zabawy w katowickim klubie Spiż.
Nagranie uzyskało certyfikat diamentowej płyty.